# Johannes von Antiochia (Historiker)
Johannes von Antiochia war ein spätantiker Historiker, der im 6. oder 7. Jahrhundert n. Chr. schrieb.

## Leben und Werk
Über Johannes’ Leben ist nur sehr wenig bekannt. Er stammte wohl aus der syrischen Metropole Antiochia am Orontes, einer der bedeutendsten Städte des oströmischen Reiches, war gebildet und vielleicht in der Reichsverwaltung tätig gewesen. Spätestens zu Beginn des 7. Jahrhunderts (siehe die Ausführungen unten) verfasste er, wahrscheinlich in Konstantinopel, eine griechische Weltchronik, für die er mehrere gute Quellen heranzog. Diese beschrieb die Ereignisse von der Schöpfung entweder bis zum Regierungsantritt des Kaisers Justin I. im Jahr 518 oder des Herakleios im Jahr 610. Anders als in vielen anderen spätantiken Chroniken findet bei Johannes die Kirchengeschichte kaum Beachtung. Vielmehr war er primär an politischen Themen interessiert. Sein sprachlich durchaus anspruchsvolles Werk enthält darüber hinaus auch wichtige Informationen, die teils aus heute verlorenen Werken stammen (siehe auch Leoquelle).
In der Forschung sind jedoch viele Punkte umstritten. Da die Chronik des Johannes nur fragmentarisch, also über Zitate bei späteren Autoren, erhalten ist, stellt vor allem die Frage, ob bestimmte Fragmente Johannes überhaupt zugeordnet werden können, die Forschung vor erhebliche Probleme. Umberto Roberto hat 2005 eine neue Edition vorgelegt (und damit die alte Edition von Karl Müller aus dem Jahre 1851 bzw. 1870 ersetzt), in der viele Positionen der älteren Forschung modifiziert bzw. bestritten werden. So ist Roberto etwa der Ansicht, dass Johannes, der ihm zufolge unter Herakleios geschrieben haben soll, keineswegs ein Miaphysit war und auch nicht mit dem antiochenischen Patriarchen Johannes gleichgesetzt werden könne.
Allerdings sind mehrere Schlussfolgerungen Robertos nicht unwidersprochen geblieben. Auch seine konkrete Zuordnung bestimmter Fragmente an Johannes in der Textedition wurde kritisiert. 2008 hat Sergei Mariev eine weitere Edition einschließlich einer englischen Übersetzung vorgelegt, in der er zu anderen Schlussfolgerungen bezüglich der Fragmente und ihrer Zuordnung kam. Mariev nimmt, wie vorher schon einige andere Forscher (vor allem Panagiotis Sotiroudis), an, dass Johannes bereits im 6. Jahrhundert gelebt und sich eines anspruchsvollen Stils bedient habe. Sein Werk habe nur bis zum Tod des Kaisers Anastasios im Jahr 518 gereicht; jene Fragmente, die spätere Ereignisse berichten, seien von minderer Qualität, weshalb sie entweder einem wenig begabten Fortsetzer des Johannes zuzuschreiben oder von der modernen Forschung schlicht falsch zugeordnet worden seien. Deshalb enthält Marievs Edition zahlreiche Textstellen nicht, die Roberto und Müller dem Chronisten zugeordnet hatten. Der Ausgang der Debatte ist momentan noch offen. Peter van Nuffelen hat beide Ausgaben kritisiert: Mariev sei zu skeptisch, Roberto hingegen zu zuversichtlich gewesen; er kritisierte beide auch für das Beharren auf ihrer jeweiligen Position.
Der amerikanische Historiker Warren Treadgold hat zudem die These aufgestellt, dass Johannes von Antiochia seinerseits selbst weitgehend einer einzigen Hauptquelle gefolgt sei, bei der es sich um das heute verlorene Geschichtswerk des Eustathios von Epiphaneia gehandelt habe, was aber ebenfalls sehr umstritten ist. Michael Whitby vertrat bereits 1990 die Position, dass Johannes nur ein Kompilator gewesen sei und sein Stil daher je nach verwendeter Quelle variiere.

## Ausgaben
- Karl Müller: Fragmenta Historicorum Graecorum (FHG). Band 4, Paris 1851, S. 538–622 (online bei Google Books; Volltext bei Digital Fragmenta Historicorum Graecorum).
- Sergei Mariev (Hrsg.): Ioannis Antiocheni fragmenta quae supersunt (= Corpus fontium historiae Byzantinae, Band 47). Berlin/New York 2008.
(Neue Textausgabe mit englischer Übersetzung; Mariev vertritt dabei teils deutlich andere Positionen als Roberto. Rezension von Mark Whittow, Bryn Mawr Classical Review, 2009.12.06).
- Umberto Roberto (Hrsg.): Ioannis Antiocheni Fragmenta ex Historia Chronica. Introduzione, edizione critica e traduzione (= Texte und Untersuchungen zur Geschichte der altchristlichen Literatur 154). Berlin 2005.
(Wichtige neue Textausgabe mit italienischer Übersetzung und ausführlicher Einleitung. Roberto benutzt allerdings eine von den vorangehenden Ausgaben abweichende Zählung der Fragmente. Rezension (PDF; 94 kB) von Bruno Bleckmann, Göttinger Forum für Altertumswissenschaft 9 (2006), S. 1071–1075).